# Ormia wolcotti
Ormia wolcotti är en tvåvingeart som beskrevs av Curtis W. Sabrosky 1953. Ormia wolcotti ingår i släktet Ormia och familjen parasitflugor.
Artens utbredningsområde är Puerto Rico. Inga underarter finns listade i Catalogue of Life.